# Doris Fässler
Doris Fässler (* 1954 in Zürich) ist eine Schweizer Kunsthistorikerin, Kuratorin und Germanistin.

## Leben
Fässler studierte Kunstgeschichte, Germanistik und Denkmalpflege an der Universität Fribourg und der ETH Zürich. 1982 machte sie ihren Abschluss in Kunstgeschichte (lic. phil.), 2002 in Germanistik (lic. phil.) und das Diplom als Mittelschullehrerin an der Universität Zürich. Sie war an verschiedenen Museen tätig, darunter als wissenschaftliche Assistentin im Bündner Kunstmuseum in Chur. Danach arbeitete sie längere Jahre als stellvertretende Abteilungsleiterin am Schweizerischen Institut für Kunstwissenschaft in Zürich. Sie war von 2002 bis 2004 Forschungsbeauftragte und von 2004 bis 2018 Dozentin für Kunstgeschichte an der Hochschule Luzern, Design & Kunst. Fässler kuratierte Ausstellungen und war als Verlegerin tätig. Sie hat Publikationen zur Schweizer Kunst des 20. Jahrhunderts verfasst, darunter eine Reihe von Veröffentlichungen zum Expressionismus, u. a. ist sie Autorin der 1993 und 1999 erschienenen Bücher über das Werk von Eduard Gubler.
Zum 100. Jahrestag der Initiationsausstellung der Schweizer Künstlergruppe Der Moderne Bund fand 2011 im Kunstmuseum Luzern  eine Ausstellung in Zusammenarbeit mit Doris Fässler statt. Im Rahmen der Ausstellung gab Fässler als Resultat ihrer Forschung die Monografie Der Moderne Bund. Beginn der Moderne in der Schweiz heraus. Dabei handelte es sich laut der Rezension in Sehepunkte nicht um einen klassischen Ausstellungskatalog, „sondern mehr um ein monographisches Handbuch, das, einen streng historischen Ansatz verfolgend, die Genese dieser ersten und wichtigsten schweizerischen Künstlergruppe der Moderne und deren Tätigkeiten untersucht“. Fässler leitete den Band mit einem ausführlichen Aufsatz ein, „der die Geschichte des Modernen Bundes von den ersten Begegnungen der Gründungsmitglieder bis zum Auseinandergehen der Gruppe darstellt“. Durch ihre Untersuchungen sei es möglich, bisher ungenaue Daten zu präzisieren. Der Band erweitere und vertiefe die Ergebnisse bekannter Forschungen.

## Schriften (Auswahl)
- Schloss Meggenhorn, in: Gfrd. 138/1985, S. 79-14 [Teil 1], Gfrd. 139/1986, S. 101–158 [Teil 2]
- Irma Ineichen: Die stille Magie des Bildes. Mit Texten und Gedichten von Jean-Christophe Ammann. Weltwoche-ABC-Verlag, Zürich 1989, ISBN 3-85504-120-2.
- "Ignaz Epper, Fritz Pauli, Johann Robert Schürch. Drei Künstlerpersönlichkeiten des Schweizer Expressionismus", in: Ausst.-Kat. Fritz Kunz und die religiöse Malerei. Christliche Kunst in der Deutschschweiz 1890-1960, Museum in der Burg Zug, 1990, S. 103–115
- Der Künstler als Einzelkämpfer. Ein Phänomen im Schweizer Expressionismus, in: Ipotesi Helvetia. Un certo Espressionismo, Pal. Dei Diamanti Ferrara [1990], Pinacoteca comunale Casa Rusca Locarno [1991]: Pro Helvetia, S. 63–78
- Schweizer Lexikon 91, 6 Bde. Luzern: Schweizer Lexikon, Mengis & Ziehr, 1991–1993 [darin 94 Artikel zu Künstlern der Region Innerschweiz, 20. Jh.]
- "Hannah Villiger", in: Ausst.-Kat. Frammenti, Interface, Intervalli. Paradigmi della Frammentazione nell’Arte Svizzera, div. Orte, Genua: Pro Helvetia, 1992, S. 199–200
- "Ich liebe das, was ich mit meinen Händen tue", in: Carmen Perrin, Ausst.-Kat. Museum im Bellpark, Kriens/Luzern 1992, S. 199–200, ISBN 3-905198-08-8.
- Albert Müller, Ausst.-Kat. Pinacoteca comunale, Casa Rusca Locarno, 1993
- "Emil Schill – Ein Maler zwischen Böcklin und Cézanne", in: Markus Britschgi/Doris Fässler, Emil Schill 1870-1958, Luzern: Diopter, 1994, S. 13–49, Anhang und Katalog, S. 223–278
- "Max Oppenheimer im Umkreis des Schweizer Expressionismus. Seine Rezeption in Zürich in den Jahren 1911 bis 1917", in: Ausst.-Kat. Max Oppenheimer, Mopp (1885-1954), hrsg. v. Bernhard Echte, Stiftung Langmatt Sidney und Jenny Brown, Baden, 1995, S. 59–75
- Aspekt: Landschaft. Ausstellungskatalog Talmuseum Engelberg, 22. Juni – 17. August 1997. Diopter-Verlag für Kunst und Fotografie, Luzern 1997, ISBN 3-905425-02-5.
- Eduard Gubler 1891–1971. Druckgraphik und Zeichnungen. Diopter Verlag, Luzern 1993, ISBN 3-905198-11-8.
- Eduard Gubler 1891–1971. Gemälde 1913–1925. Diopter Verlag, Luzern 1999, ISBN 3-905425-06-8.
- "Zwischen den Zeiten – Kunst und Künstler um Hermann Hesse", in: "Höllenreise durch mich selbst", Hermann Hesse, Siddharta, Steppenwolf, Verlag Neue Zürcher Zeitung, Zürich 2002, ISBN 3-908025-19-2, S. 59–96 (anlässlich der gleichnamigen Ausstellung im Landesmuseum Zürich, 22. März.-14. Juli 2002)
- "Paul Stöckli, suchend im Dialog mit der Natur", in: Paul Stöckli. Ohne Titel, undatiert, Nidwaldner Museum, Stans 2006, S. 9–20,  ISBN 3-9522723-6-1.
- Der Moderne Bund – Beginn der Moderne in der Schweiz (Hrsg.), Diopter-Verlag, Luzern 2011, ISBN 978-3-905425-16-1.
- "Otto Morach im Netz seiner Zeit", in: Otto Morach. Arbeiten auf Papier, hrsg. v. Kunstmuseum Solothurn, 2016, S. 153–169
- "Bestens vernetzt – Künstlergruppen und Einzelkünstler", in: Ausst.-Kat. Expressionismus Schweiz, hrsg. v. Konrad Bitterli, Andrea Lutz, David Schmidhauser, Kunst Museum Winterthur,  Winterthur und München: Hirmer, 2021, S. 189–209